# Zbyněk Irgl
Zbyněk Irgl (ur. 29 listopada 1980 w Ostrawie) – czeski hokeista, reprezentant Czech.

## Kariera
- HC Vítkovice (1998-2007)
  -  HC Dukla Jihlava (2000)
  -  HC Slezan Opava (2000)
- HC Davos (2007)
- Łokomotiw Jarosław (2007-2010)
- Atłant Mytiszczi (2010-2011)
- Dynama Mińsk (2011-2014)
- HC Oceláři Trzyniec (2014-2018)
  -  HC Ołomuniec (2018-2020)
- HC Vítkovice (2020-2021)

Od czerwca 2011 zawodnik Dynama Mińsk. W marcu 2012 podpisał nowy, dwuletni kontrakt z mińskim klubem. Po sezonie KHL (2013/2014) odszedł z klubu. Od sierpnia 2014 zawodnik HC Oceláři Trzyniec. Z początkiem stycznia 2018 wypożyczony do HC Ołomuniec na czas jednego miesiąca. Potem pozostał w tym klubie. Od maja 2020, po 13 latach, ponownie zawodnik HC Vítkovice. Po sezonie 2020/2021 opuścił klub. W 2022 zagrał jeden mecz w barwach MSK Orlová U21. W czerwcu 2023 ogłoszono zakończenie przez niego kariery.
Uczestniczył w turniejach mistrzostw świata w 2006, 2007, 2008, 2009, 2013.

## Sukcesy
Reprezentacyjne
- Złoty medal mistrzostw świata juniorów do lat 20: 2000
- Srebrny medal mistrzostw świata: 2006

Klubowe
- Złoty medal mistrzostw Szwajcarii: 2007 z HC Davos
- Srebrny medal mistrzostw Rosji: 2008, 2009 z Łokomotiwem Jarosław
- Srebrny medal mistrzostw Czech: 2015 z Oceláři Trzyniec

Indywidualne
- National League A (2006/2007):
  - Pierwsze miejsce w klasyfikacji strzelców w fazie play-off: 8 goli
  - Złoty Kask (przyznawany sześciu zawodnikom wybranym do składu gwiazd sezonu)
- Superliga rosyjska w hokeju na lodzie (2007/2008):
  - Nagroda Mistrz Play-off: 13 punktów (10 goli i 3 asysty) w 16 meczach
- KHL (2008/2009):
  - Drugie miejsce w klasyfikacji strzelców w fazie play-off: 8 goli
  - Pierwsze miejsce w klasyfikacji zwycięskich goli ww fazie play-off: 4 gole
- KHL (2009/2010):
  - Drugie miejsce w klasyfikacji +/- w fazie play-off: +12
- KHL (2011/2012):
  - Mecz Gwiazd KHL
- Channel One Cup 2011:
  - Najbardziej Wartościowy Zawodnik (MVP) turnieju